# Дейвид Бърк
Дейвид Бърк (на английски: David Burke) е популярен британски актьор.

## Биография и творчество
Дейвид П. Бърк е роден на 25 май 1934 г. в Ливърпул, Англия. Учи актьорско майсторство в Кралската академия за драматично изкуство в Лондон.
Първите си роли в театъра играе в Копенхаген. От 1963 г. започва да играе в телевизионни филми и сериали.
В периода 1984-1985 г. играе ролята на д-р Уотсън в телевизионната поредица на телевизия „Гранада“ за приключенията на Шерлок Холмс, в който е партньор на Джеръми Брет. Сериалът е много успешен, прави Бърк известен и един от емблематичните изпълнители на персонажа. През 1985 г. се напуска сериала, тъй като е поканен заедно със съпругата си да играе в Кралската Шекспирова трупа. Препоръчва за свой наследник в ролята Едуард Хардуик.

## Филмография
- 1963 No Hiding Place – ТВ сериал, като Арчи Мартин
- 1963 Maupassant – ТВ сериал, като Енис
- 1963 The Sentimental Agent – ТВ сериал, като охранител
- 1963 The Avengers – ТВ сериал, като Джон Врайтсън
- 1963 Friday Night – ТВ сериал, като Бил
- 1963-1967 ITV Play of the Week – ТВ сериал, като майор Дигби
- 1963-1968 Sergeant Cork – ТВ сериал, като Джой Тайлър
- 1963-1969 Z Cars – ТВ сериал, като Ърни Франк / Данибой
- 1964 The Indian Tales of Rudyard Kipling – ТВ сериал, като Терънс
- 1964 Rattle of a Simple Man – като Джак
- 1964 Detective – ТВ сериал, като Дейвид Лоринг
- 1964 The Villains – ТВ сериал, като Томи
- 1964 Saturday Night Out
- 1965 A Poor Gentleman – ТВ сериал, като Тропачов
- 1965 Riviera Police – ТВ сериал, като Джак Дейзърт
- 1965 Sherlock Holmes – ТВ сериал, като сър Джордж Бърнуъл
- 1965-1966 The Man in Room 17 – ТВ сериал, като Марк Граншоу
- 1965-1966 Redcap – ТВ сериал, като ефрейтор Бонд
- 1965-1968 Dixon of Dock Green – ТВ сериал, като Уайли Мортън
- 1966 Vendetta – ТВ сериал, като Бипи
- 1966 Coronation Street – ТВ сериал, като Джон Бенджамин
- 1966 Softly Softly – ТВ сериал, като Суейн
- 1966 A Game of Murder – ТВ сериал, като инспектор Ед Ройс
- 1967 The Fellows – ТВ сериал, като Уайланд
- 1967 The Baron – ТВ сериал, като Уетлър
- 1967 Inheritance – ТВ сериал, като Хенри Мърсър
- 1968 Dr. Finlay's Casebook – ТВ сериал, като д-р Роулинс
- 1968 The Champions – ТВ сериал, като Роджър Карсън
- 1969 The Wednesday Play – ТВ сериал, като Лен
- 1970 Manhunt – ТВ сериал
- 1970 The Woodlanders – ТВ сериал, като Джайлс Уинтънборн
- 1971 Hine – ТВ сериал, като Джордж Дайсън, MP
- 1971 The Guardians – ТВ сериал, като д-р Бенедикт
- 1971 – 1979 Play for Today – ТВ сериал, като Майк Конър
- 1972 Holly – ТВ сериал, като Том Прентис
- 1972 Villains – ТВ сериал, като Ерик
- 1973 Barlow at Large – ТВ сериал, като Бил Уокър
- 1975 The Love School – ТВ сериал, като Уилям Морис
- 1975 Rooms – ТВ сериал, като Алън Алънсън
- 1975 – 1979 Crown Court – ТВ сериал, като Питър Гейвин
- 1976 Centre Play – ТВ сериал, като Туид
- 1977 Esther Waters – ТВ филм, като Фред Парсънс
- 1978 BBC2 Play of the Week – ТВ сериал
- 1978 Armchair Thriller – ТВ сериал, като Том Еймис, MP
- 1980 Spy! – ТВ сериал
- 1981 The Man Who Saw Tomorrow – като монах
- 1981 The Winter's Tale – ТВ филм, като Камило
- 1983 The First Part of Henry the Sixth – ТВ филм, като дюк на Глостър
- 1983 The Second Part of Henry the Sixth – ТВ филм, като дюк на Глостър
- 1983 The Tragedy of Richard III – ТВ филм, като сър Уилям Кейтсби
- 1982 – 1983 Nanny – ТВ сериал, като Сам Тейвънър
- 1983 Reilly: Ace of Spies – ТВ минисериал, като Сталин
- 1983 Spyship – ТВ сериал, като Рокоф
- 1984 – 1985 The Adventures of Sherlock Holmes – ТВ сериал, като д-р Уотсън
- 1988 Run for the Lifeboat – ТВ филм
- 1989 Tales of Sherwood Forest – ТВ сериал, като Давид Валзер
- 1993 – 2002 Casualty – ТВ сериал, като Джеймс
- 1994 In Suspicious Circumstances – ТВ сериал, като Джеймс Мейбрик
- 1994 The House of Eliott – ТВ сериал, като сър Джон Кроубъроу
- 1994 Mesmer – като доктор
- 1994 Shakespeare: The Animated Tales – ТВ сериал, като разказвач (глас)
- 1994 Space Precinct – ТВ сериал, като Вейчъл
- 1995 Agatha Christie's Poirot – ТВ сериал, като сър Артър Стенли
- 1995 Biography – документален ТВ сериал, като д-р Уотсън
- 1996 Twelfth Night or What You Will
- 1998 Performance – ТВ сериал, като Кент
- 1998 The Bill – ТВ сериал, като Голдинг
- 2002 Bertie and Elizabeth – ТВ филм, като лорд Рейт
- 2002 Waking the Dead – ТВ сериал, като
- 2003 Doctors – ТВ сериал, като Мартин Шипли
- 2004 The Inspector Lynley Mysteries – ТВ сериал, като Уебърли
- 2004 The Rivals – като Сър Антъни Абсолют
- 2005 A View from a Hill – ТВ филм, като Патън
- 2005 The Afternoon Play – ТВ сериал, като съдия
- 2005 The Trial of the King Killers – като Хю Питър
- 2005 Dalziel and Pascoe – ТВ сериал, като Пол Бодисън
- 2005 Midsomer Murders – ТВ сериал, като Джон Фароу / Хедж
- 2005 Spooks – ТВ сериал, като бащата на Фиона
- 2006 Random Quest – ТВ филм, като Хършъм
- 2006 Number 13 – ТВ филм, като Гънтън, Хотел Ландлорд
- 2007 Holby City – ТВ сериал, като Бърни Мур
- 2009 The Summer House – като Фреди
- 2012 Жената в черно – като Колинс
- 2014 The Musketeers – ТВ сериал, като Дювал баща